# Collix griseipalpis
Collix griseipalpis là một loài bướm đêm trong họ Geometridae.